# Cracticus
Genre
Cracticus est un genre de passereaux de la famille des Artamidae.

## Surnom
Butcherbird signifie « oiseau boucher » en traduction littérale, est un terme anglais désignant plusieurs espèces d'oiseaux du genre Cracticus, mais c'est aussi le nom informel pour les oiseaux du genre Lanius, « boucher » en latin, non apparentés au genre précédent mais qui ont les mêmes habitudes. C'est-à-dire « d'empaler » leurs proies sur une épine afin de les conserver.

## Liste d'espèces
D'après la classification de référence (version 14.2, 2024) du Congrès ornithologique international (ordre phylogénique) :
- Cracticus torquatus – Cassican à collier
- Cracticus argenteus – Cassican à dos argent
- Cracticus mentalis – Cassican à dos noir
- Cracticus nigrogularis – Cassican à gorge noire
- Cracticus cassicus – Cassican à tête noire
- Cracticus louisiadensis – Cassican de Tagula